# پیه‌لاوسی
پیِه‌لاوِسی (به فنلاندی: Pielavesi) یک منطقهٔ مسکونی در فنلاند است که در ساوونیای شمالی واقع شده‌است.

## خواهرخوانده
شهر بخش کالیکس خواهرخواندهٔ پیه‌لاوسی هست.